# Піскорий
Піскори́й, або крипто́міс (Cryptomys) — рід гризунів з родини землекопових (Bathyergidae).
Піскорий — ендемік Африки. Це високо спеціалізований до підземного життя рід гризунів. лат. Cryptomys в перекладі означає «Потайлива миша».
Більшість видів, які раніше включали до цього роду, нещодавно (2006 р.) були віднесені до роду Fukomys.